# 赫貝茨·丘庫爾斯
赫貝茨·丘庫爾斯（1900年5月17日—1965年2月23日）是一名拉脫維亞飛行員與阿拉伊斯突擊隊成員，曾參與對拉脫維亞猶太人的大屠殺。儘管大量目擊證人均表示丘庫爾斯涉入多項戰爭罪行，但他卻從未為此受到審判。1965年，丘庫爾斯在烏拉圭遭以色列情報機構特工暗殺。負責此次暗殺任務的以色列特工亞科夫·梅達德隨後與該國記者賈德·希姆隆共同撰寫並出版了《里加劊子手之死》（The Death of the Executioner of Riga）一書，並在內文中將西庫爾斯稱為「里加屠夫」；而這個稱呼隨後又為多個來源所引用。

## 飛行生涯
作為一名長距離飛行員，丘庫爾斯曾於1930年代完成多項單獨飛行紀錄，其中包括自拉脫維亞飛往甘比亞與自里加飛往東京等，並因此獲得了國家表揚獎。他於1933年為拉脫維亞贏得了一座哈蒙獎盃，並被國內民眾視為可媲美查爾斯·林白的國家英雄。除此之外，丘庫爾斯也曾自行設計並建造了至少三款飛機。1937年，他飛行了45,000（24,000海里；28,000英里）前往日本、中國、中南半島、印度與蘇聯等地進行訪問。1940年，丘庫爾斯設計了丘庫爾斯C.6bis原型俯衝轟炸機。

## 納粹大屠殺
1941年夏季，在納粹德國佔領拉脫維亞期間，丘庫爾斯成為惡名昭彰的阿拉伊斯突擊隊的一員；該組織不僅廣泛參與納粹的屠殺活動，且亦是拉脫維亞猶太屠殺罪行的主要元凶之一。
在其著作《1941年至1945年的拉脫維亞大屠殺》（The Holocaust in Latvia, 1941-1945）中，拉脫維亞歷史學者安德魯·艾瑟蓋利斯表示丘庫爾斯在1941年11月30日的倫布拉大屠殺中扮演著領導性角色。第二次世界大戰結束後，倖存的目擊者表示在清剿里加猶太區與掃射猶太平民的過程中，丘庫爾斯均全程在場。
根據目擊來源，丘庫爾斯是倫布拉大屠殺中最易辨認的拉脫維亞成員。艾瑟蓋利斯寫道：「雖然在猶太區的行動過程中不只有阿拉伊斯突擊隊成員在場，但他們在一定程度上參與了該地的暴行，赫貝茨·丘庫爾斯更負有主要的責任。」。《拉脫維亞猶太人的滅絕》（Die Vernichtung des Judens Lettlands）一書如此形容丘庫爾斯：
拉脫維亞殺人魔丘庫爾斯下了車，腰間的皮製槍套掛著一把手槍。他走向拉脫維亞的警衛們，向他們下達了各式各樣的指示。他肯定已經完全知曉即將降臨在我們身上的巨大災難。
不過艾瑟蓋利斯稍後卻撤銷了對丘庫爾斯的負面論述，表示根據新的文件資料，指控丘庫爾斯曾參與倫布拉大屠殺或焚毀里加猶太會堂等罪行是錯誤的。在接受媒體訪問時，艾瑟蓋利斯表示沒有證據顯示丘庫爾斯曾經參與倫布拉的屠殺事件，「最渴望射殺拉脫維亞猶太人的殺人犯」的說法也未經證實。

根據其他來源，丘庫爾斯也參與了里加猶太會堂縱火案。根據美國歷史學者伯恩哈德·普雷斯（Bernhard Press）的著作《拉脫維亞猶太人大屠殺》（The Murder of the Jews in Latvia）的說法，丘庫爾斯先是將居住於里加中央區史塔布街上的猶太會堂週遭的猶太住戶拖出屋外，再將他們悉數鎖入會堂中，最後再放火將會堂焚毀。
目擊者表示聽到被反鎖在會堂內的人們哭喊求救著，許多人更砸毀了會堂的窗戶試圖逃出來，但他們一個個簡直就像活生生的火把。丘庫爾斯以他的左輪槍解決了逃出來的人們。
根據《時代雜誌》的報導，在其於1965年身亡時，丘庫爾斯所背負的罪名包括里加猶太會堂縱火案、在一處湖泊淹死超過1,200名猶太人與1941年11月30日在里加近郊的一處森林內殺害10,600名猶太人。

## 戰後飛行生涯與暗殺
第二次世界大戰接近尾聲時，丘庫爾斯隨德意志國防軍部隊一同撤往德國。戰後，丘庫爾斯經由法國潛逃至巴西。位於馬賽的巴西辦事處於1945年12月8日向丘庫爾斯核發了永久居留簽證；簽證資格並不包含他的妻子，但他的三名子女均在核發名單之列 。抵達巴西後，丘庫爾斯在聖保羅開創事業，駕駛RC-7海蜂型飛機接載遊客進行觀光飛行。在居住於南美洲的時間裡，丘庫爾斯既沒有刻意隱匿行蹤，也沒有試圖隱藏其身分。
以色列當局在得知無法將丘庫爾斯引渡回國受審後便指示情報機構摩薩德前往南美洲將其暗殺。摩薩德特工以共同創立飛行公司的說法說服丘庫爾斯前往烏拉圭，而早已潛伏於當地的以色列特工亞科夫·梅達德在後者抵達時便在該國首都蒙特維多將其綁架，並帶往城市郊區的一處房子。特工以裝有消音器的手槍對丘庫爾斯的腦部開了兩槍；其屍體於1965年3月6日在一輛汽車的後車廂內被發現，身上有多處槍傷，頭顱亦遭擊碎。屍體旁則放置著其涉入里加猶太區屠殺事件的相關文件。
南美洲與德國的媒體隨後收到一份訊息表示：
考量被告遭控罪名的嚴重性，即親自監督了超過30,000名男性、婦女與孩童的屠殺行動，同時考量其在執行任務時所展現出的極端殘酷性格，特此判處被告赫貝茨·丘庫爾斯死刑。被告已於1965年2月23日被那些無法忘卻過去的人們處決。他的屍體在烏拉圭卡內洛內斯省哥倫比亞大道7號的庫貝蒂尼別墅中。
起初多數媒體均將這份訊息視為玩笑，並未予以重視，但訊息卻引起了烏拉圭警方的關注，最終亦在訊息上的地點尋獲屍體。

## 平反
共產主義式微後，拉脫維亞國內有許多人試圖為丘庫爾斯平反。2004年，時任拉脫維亞外交部長的阿爾提斯·帕布里克斯譴責了為紀念丘庫爾斯而發行的郵戳信封。在一份聲明稿中，帕布里克斯表示「在拉脫維亞境內製造生產這種信封的人很顯然不了解拉脫維亞或歐洲在第二次世界大戰中的悲劇歷史」。拉脫維亞外交部同時強調丘庫爾斯「犯有戰爭罪行」，而且曾「參與阿拉伊斯突擊隊的行動，而後者更與猶太人大屠殺與屠殺無辜平民百姓等事件脫不了關係。拉脫維亞總檢察長辦公室已兩次拒絕為赫貝茨·丘庫爾斯平反的請求」。

## 引用
1. 1 2  MONTERO, MIGUEL ÁLVAREZ. . El País. El País.   [1 November 2015]. （原始内容存档于2017-08-30）.
2. 1 2  Kaufmann, The Destruction of the Latvian Jews, at 81
3. ↑  Aderet, Ofer. . Haaretz. 1 July 2012  [2 December 2012]. （原始内容存档于2015-04-13）.
4. ↑  Press, The Murder of the Jews of Latvia, at pages 69 to 70.
5. ↑  Künzle and Shimron, The Execution of the Hangman of Riga, at page 127.
6. ↑  Lumans, Latvia in World War II, at page 240.
7. ↑  Eksteins, Walking Since Daybreak, at page 150.
8. ↑  Michelson, Max, City of Life, City of Death, at 103.
9. ↑  Operation Last Chance: One Man's Quest to Bring Nazi Criminals to Justice, by Efraim Zuroff, Macmillan, Nov 10, 2009 p. 117
10. ↑  . Airwar.ru.   [2012-04-28]. （原始内容存档于2021-01-16）.
11. ↑  Ezergailis, Andrievs. . Riga: Latvijas vēstures institūta apgāds. 1999: 222, 230. ISBN 9984-601-02-1. OCLC 44502624 （拉脱维亚语）. Also available in English as: Andrew Ezergailis, The Holocaust in Latvia, 1941–1944: The Missing Center (1996), ISBN 9984-9054-3-8.
12. ↑  Ezergailis, The Holocaust in Latvia, at pages 192 and 267, n.55
13. ↑  Ezergails, Andrievs. Jāmeklē patiesība par Herbertu Cukuru. NRA, 10.17.2014  http://nra.lv/latvija/127179-jamekle-patiesiba-par-herbertu-cukuru.htm （页面存档备份，存于）
14. ↑  .   [2017-10-16]. （原始内容存档于2020-01-28）.
15. ↑  The Murder of the Jews in Latvia, at page 46
16. 1 2 3 4 5  . 時代雜誌. March 19, 1965  [3 December 2010]. （原始内容存档于2012-11-06）.
17. ↑  Visa number 42575 issued by Brazilian Consulate in Marseilles France on December 18, 1945.
18. ↑  Kuenzle, Anton; Shimron, Gad. . London: Vallentine Mitchell. 2004  [2016-03-18]. ISBN 0-85303-525-3. OCLC 53389986.
19. ↑  . Ministry of Foreign Affairs of Latvia: [CL] Nr. 576, 28 September - 5 October 2004. 2004  [4 December 2010]. （原始内容存档于2019-06-20）.

## 外部連結
- Herbert Cukurs' flight to Gambia, 1933-1934 （页面存档备份，存于）, historical information and images.
- Herbert Cukurs' flight to Tokyo, 1936-1937（页面存档备份，存于）, historical information and images.
- Herberts Cukurs and his airplanes in Brazil （页面存档备份，存于）
- Collection of photos related to Herberts Cukurs
- Kidon. Los Verdugos del Mossad related to killing of Herberts Cukurs
- Nazi Hunters  （页面存档备份，存于）